# Minei
I Minei (in arabo معين‎?, Maʿīn) furono un antico popolo dello Yemen, vissuto nel I millennio a.C.

Il regno mineo era uno dei principali reami dello Yemen antico e dell'Arabia del sud-ovest.

La loro capitale era Qarnāwu/Qarnāw, che si trovava lungo il deserto chiamato Sayhad dai geografi arabi del Medioevo europeo e ora chiamato invece Ramlat al-Sabʿatayn, nel quale è stata attiva a lungo una missione archeologica italiana guidata dal prof. Alessandro de Maigret, dell'Università di Napoli "L'Orientale".
Costituivano uno dei popoli antichi che vivevano in Yemen. Altri erano i Sabei, gli Hadramiti, i Qatabanici e gli Awsaniti.

Quando tali popoli avevano organizzato loro reami regionali, i Minei vantavano una posizione dominante fra il 1200 a.C. e il 650 a.C.
Il regno mineo, come gli altri regni d'Arabia e dello Yemen, fu fortemente coinvolto nei traffici mercantili transarabici, in particolare nel commercio delle spezie, dell'incenso e della mirra.
Un loro emporio, che fungeva da raccordo con la tratta settentrionale arabica delle carovaniere, faceva centro nella città di Mada'in Salih, chiamata anche al-'Ula e, nella Bibbia, Dedan.